# 드림캐쳐 컴퍼니의 음반
이 문서는 드림캐쳐 컴퍼니에서 발표한 음반 목록이다.

## 2000년대
- 2008년 1월 7일 포맨 - 멜로디[1]
- 2008년 2월 28일 해피 페이스 - Lee So Won Bless One[2]
- 2008년 4월 29일 원투 - [Digital Single] 2008 One Two
- 2008년 6월 4일 원투 - Fun`ch of the One Two
- 2008년 10월 1일 낯선 - [Digital Single] 괜찮아
- 2008년 10월 7일 포맨 - First Kiss
- 2009년 2월 26일 낯선 - 낯선의 해피페이스
- 2009년 4월 14일 해피 페이스 - Be Happy
- 2009년 7월 2일 원투 - [Digital Single] 별이 빛나는 밤에
- 2009년 10월 23일 원투 - [Digital Single] 못된 여자 2
- 2009년 11월 3일 포맨 - Voice Of Autumn
- 2009년 11월 19일 이트라이브 - [Digital Single] 엄마
- 2009년 11월 27일 낯선 - [Digital Single] Rap Zombie[3]

## 2010년대
- 2010년 1월 18일 포맨 - The 3rd Generation (Special Album)
- 2010년 2월 17일 해피 페이스 - [Digital Single] Happy Face
- 2010년 2월 24일 원투 - [Digital Single] Walala Lalale
- 2010년 3월 4일 포맨 - Baby Baby+4MEN
- 2010년 4월 16일 낯선 - 201004 (E-Tribe Project Album)
- 2010년 7월 8일 원투 - [Digital Single] Very Good
- 2010년 7월 27일 미 - [Digital Single] 7월 15일
- 2010년 8월 26일 포맨 - YOU
- 2010년 9월 3일 낯선 - [Digital Single] O-IWI-O[4]
- 2010년 9월 6일 베베 미뇽 - [Digital Single] 키도 작고,예쁘지 않지만..
- 2010년 9월 10일 산체스 - Happy Train New Artist Project Vol.2 (Sanchez - San toi..)
- 2010년 10월 19일 포맨 - [Digital Single] 울고,불고...[5]
- 2010년 10월 28일 포맨 - Sorry
- 2010년 11월 1일 베베 미뇽 - [Digital Single] 잘해준 것 밖에 없는데
- 2010년 11월 15잉 낯선 - [Digital Single] One
- 2010년 11월 29일 낯선 - Nassunova
- 2011년 1월 4일 달샤벳 - Supa Dupa Diva
- 2011년 1월 5일 신용재 - 프레지던트 OST Part.3
- 2011년 4월 14일 달샤벳 - Pink Rocket
- 2011년 6월 7일 포맨 - The Artist
- 2011년 6월 17일 미 - 반짝반짝 빛나는 OST Part.4[6]
- 2011년 8월 2일 포맨 - [Digital Single] 너의 웃음 고마워 (Vision Of Love)
- 2011년 8월 8일 베베 미뇽 - THE YWHO VOICE#1
- 2011년 8월 11일 달샤벳 - Bling Bling
- 2011년 8월 16일 미 - THE YWHO VOICE #2
- 2011년 11월 1일 포맨,미 - [Digital Single] 그 남자 그 여자
- 2012년 1월 27일 달샤벳 - Hit U
- 2012년 1월 28일 미, 빅톤,신용재 - Global Project`Kiss The Rain`Part.1
- 2012년 4월 3일 낯선, 해금, 벤 - Global Project`Kiss The Rain`Part.2[7]
- 2012년 4월 24일 미 - BEAUTIFUL
- 2012년 6월 6일 달샤벳 - BANG BANG
- 2012년 6월 27일 포맨 - 각시탈 OST Part.2
- 2012년 6월 29일 낯선 - [Digital Single] I'll Be The Key
- 2012년 7월 24일 낯선 - Nassun Project Album - Under The Sea
- 2012년 9월 21일 미 - [Digital Single] 별이 운다
- 2012년 11월 13일 달샤벳 - 있기 없기
- 2012년 12월 13일 산체스 - DOKKUN Project Part.2[8]
- 2013년 1월 28일 포맨 - The 5th Album Vol.1 (실화)
- 2013년 2월 21일 미 - 여심
- 2013년 4월 17일 포맨 - [Digital Single] Thank You
- 2013년 5월 8일 포맨 - The 5th Album Vol.2`Thank You`
- 2013년 6월 4일 포맨 - 구가의 서 OST Part.7
- 2013년 6월 20일 달샤벳 - Be Ambitious
- 2013년 8월 20일 포맨 - 황금의 제국 OST Part.3
- 2013년 10월 28일 포맨 - 기황후 OST Part.1
- 2014년 1월 8일 달샤벳 - THE 7TH MINI ALBUM`B.B.B.`
- 2014년 1월 13일 포맨 - 바람이 분다 (신이보낸사람 OST)
- 2014년 5월 13일 포맨 - 4MEN THE 5TH ALBUM`1998`
- 2014년 7월 24일 포맨,미 - 싱어게임 Part.1
- 2014년 9월 18일 밍스 - [Digital Single] 우리 집에 왜 왔니
- 2014년 11월 12일 수빈 - 달콤한 비밀 OST Part.1
- 2014년 12월 16일 포맨,미,벤 - [Digital Single] 나홀로 크리스마스 (Made In The VIBE)[9]
- 2014년 12월 18일 신용재 - [Digital Single] Light
- 2015년 1월 12일 벤 - 힐러 OST Part.4
- 2015년 4월 15일 달샤벳 - Joker is Alive
- 2015년 4월 17일 미 - 슈퍼대디열 OST Part.5
- 2015년 6월 1일 포맨 - [Digital Single] 넌 나의 집 (Made in THE VIBE)
- 2015년 7월 2일 밍스 - Love Shake
- 2015년 9월 7일 팝핀현준 - [Digital Single] I'm Nahyunjoon
- 2015년 11월 10일 포맨 - 4MEN 1st Live Album
- 2015년 11월 23일 벤 - 오 마이 비너스 OST Part.2[10]
- 2015년 11월 24일 벤 - Soulmate
- 2015년 12월 1일 신용재 - 오 마이 비너스 OST Part.3[11]
- 2015년 12월 8일 미 - 오 마이 비너스 OST Part.4
- 2015년 12월 17일 김시현, 김우정, 김자연, 김지성, 김홍은, 이수현, 황수연, 황아영 - [Digital Single] PICK ME[12]
- 2016년 1월 5일 달샤벳 - Naturalness
- 2016년 1월 14일 V.O.S - Re:union The Real
- 2016년 3월 4일 V.O.S - [Digital Single] 같이살자
- 2016년 5월 11일 V.O.S - [Digital Single] 투유 프로젝트 - 슈가맨 Part.30[13]
- 2016년 5월 12일 수빈 - [Digital Single] 꽃
- 2016년 5월 13일 V.O.S - [Digital Single] 나의 멜로디
- 2016년 6월 20일 수빈 - [Digital Single] 이 곳
- 2016년 7월 20일 팝핀현준, 박애리 - [Digital Single] ARIRANG SHOCK
- 2016년 7월 27일 박지헌 - [Digital Single] 사랑폭발
- 2016년 8월 1일 수빈 - 나도 영화감독이다 - 청춘무비 OST Part.1[14]
- 2016년 8월 8일 수빈 - 나도 영화감독이다 - 청춘무비 OST Part.2[15]
- 2016년 8월 22일 수빈 - 나도 영화감독이다 - 청춘무비 OST Part.3
- 2016년 8월 27일 V.O.S - 옥중화 OST Part.3
- 2016년 9월 29일 달샤벳 - FRI.SAT.SUN
- 2016년 12월 28일 수빈 - [Digital Single] 달 Part.1
- 2017년 1월 13일 드림캐쳐 - [Digital Single] 악몽
- 2017년 2월 9일 V.O.S - [Digital Single] 웃어
- 2017년 2월 23일 수빈 - [Digital Single] 동그라미의 꿈
- 2017년 4월 5일 드림캐쳐 - [Digital Single] 악몽 - Fall asleep in the mirror
- 2017년 5월 20일 V.O.S - [Digital Single] Nocturn
- 2017년 6월 6일 V.O.S - [Digital Single] Time
- 2017년 6월 7일 수빈 - 아이돌 드라마 공작단 OST Part.1
- 2017년 7월 27일 드림캐쳐 - Prequel
- 2017년 9월 25일 세리 - [Digital Single] 자꾸[16]
- 2017년 10월 13일 세리, 우희 - [Digital Single] THE UNI+ 마이턴 (My Turn)[17]
- 2017년 10월 25일 김경록 - 김경록
- 2017년 10월 27일 세리,우희 - [Digital Single] THE UNI+ Shine[18]
- 2017년 10월 29일 드림캐쳐, 우진영, 윤재희, 김현수 - [Digital Single] 믹스나인 Part.1
- 2017년 11월 19일 드림캐쳐,우진영,윤재희,김현수 - [Digital Single] 믹스나인 Part.3
- 2017년 12월 21일 세리 - 미워도 사랑해 OST Part.6
- 2018년 1월 9일 박애리 - [Digital Single] 평창 아리랑 (2018 평창 동계 올림픽 기념 축하곡)[19]
- 2018년 1월 12일 드림캐쳐 - [Digital Single] Full Moon
- 2018년 1월 14일 김현수,우진영,조용근 - [Digital Single] 믹스나인 Part.5
- 2018년 1월 20일 세리,우희 - [Digital Single] THE UNI+ G STEP 1
- 2018년 1월 27일 김현수 - [Digital Single] 믹스나인 Part.6
- 2018년 2월 10일 우희 - [Digital Single] THE UNI+ FINAL
- 2018년 5월 4일 세리 - 인형의 집 OST Part.9
- 2018년 5월 10일 드림캐쳐 - 악몽·Escape the ERA
- 2018년 6월 14일 우진영, 김현수 - PRESENT
- 2018년 9월 20일 드림캐쳐 - Alone In The City
- 2018년 11월 21일 드림캐쳐 - [Japan Digital Single] What
- 2018년 12월 2일 HNB - [Digital Single] 너 참 예쁘다
- 2019년 1월 16일 드림캐쳐 - [Digital Single] 하늘을 넘어
- 2019년 2월 13일 드림캐쳐 - The End of Nightmare
- 2019년 3월 13일 드림캐쳐 - [Japan Digital Single] PIRI
- 2019년 3월 21일 원현식 - [Digital Single] _지마 (X1-MA)[20]
- 2019년 9월 10일 드림캐쳐 - The Beginning Of The End
- 2019년 9월 18일 드림캐쳐 - Raid of Dream

## 2020년대
- 2020년 1월 29일 시연 - [Digital Single] Paradise
- 2020년 2월 18일 드림캐쳐 - Dystopia:The Tree Of Language
- 2020년 3월 11일 드림캐쳐 - [Japan Digital Single] Endless Night
- 2020년 7월 8일 시연 - 출사표 OST Part.1
- 2020년 7월 15일 드림캐쳐 - [Digital Single] R.o.S.E BLUE
- 2020년 8월 17일 드림캐쳐 - Dystopia : Lose Myself
- 2020년 11월 21일 시연 - 복수해라 OST Part.1
- 2021년 1월 26일 드림캐쳐 - Dystopia : Road to Utopia
- 2021년 5월 14일 시연, 다미 - 다크홀 OST Part.2
- 2021년 7월 30일 드림캐쳐 - Summer Holiday
- 2022년 4월 12일 드림캐쳐 - Apocalypse : Save us
- 2022년 8월 16일 수아 - 미남당 OST Part.7
- 2022년 10월 11일 드림캐쳐 - Apocalypse : Follow us
- 2023년 1월 13일 드림캐쳐 - [Digital Single] Reason
- 2023년 5월 24일 드림캐쳐 - Apocalypse : From us
- 2023년 10월 27일 황수연 - [Digital Single] [누나 뭐해(WYDNN)]
- 2023년 11월 22일 드림캐쳐 - VillainS
- 2023년 12월 31일 시연 - [Digital Single] 시작
- 2024년 2월 15일 시연 - 끝내주는 해결사 OST Part.2
- 2024년 3월 8일 드림캐쳐 - [Digital Single] [Luck Inside 7 Doors]
- 2024년 7월 10일 드림캐쳐 - VirtuouS
- 2024년 7월 19일 드림캐쳐 - 화인가 스캔들 OST Part.5[21]
- 2024년 9월 2일 수아 - [Digital Single] 인생네곡(My Song, My Story), Pt.3
- 2024년 11월 19일 지유,유현 - 취하는 로맨스 OST Part.6
- 2024년 12월 20일 드림캐쳐 - [Digital Single] My Christmas Sweet Love
- 2025년 3월 5일 시연 - 엘소드 OST : Wings Of Steel
- 2025년 5월 28일 유아유 - Playlist #You Are You